# Jean-Pierre Blanc
Jean-Pierre Blanc (Charenton-le-Pont, 23 de abril de 1942 - Saint-Cloud, 21 de mayo de 2004) fue un director de cine francés.

## Biografía
Blanc interrumpió sus estudios de medicina par centrarse en el cine. Antiguo alumno del Conservatorio Independiente de Cine Francés, realizó varios cortometrajes antes de dirigir La solterona (La Vieille Fille) gracias a Annie Girardot y Philippe Noiret.
Murió de un cáncer el 21 de mayo de 2004 en Saint-Cloud.

## Filmografía
Director
- 1972 : La solterona (La Vieille Fille)
- 1973 : Un ange au paradis
- 1976 : D'amour et d'eau fraîche
- 1978 : Le Devoir de français (TV)
- 1979 : L'Esprit de famille
- 1991 : Joseph Conrad (TV)
- 1993 : Caravane (TV)

## Premios y distinciones
Festival Internacional de Cine de Berlín
| Año  | Categoría    | Película            | Resultado |
| ---- | ------------ | ------------------- | --------- |
| 1972 | Oso de Plata | Pacto con el diablo | Ganador   |